# Josh Fields (baseball, 1985)
Pour l'autre joueur du même nom, voir Josh Fields (baseball, 1982).
Joshua David Fields (né le 19 août 1985 à Athens, Géorgie, États-Unis) est un lanceur de relève droitier des Ligues majeures de baseball jouant avec les Dodgers de Los Angeles.

## Carrière
Le lanceur droitier Josh Fields, joueur au Georgia College & State University (en), est un choix de deuxième ronde des Braves d'Atlanta en 2007 mais il n'est pas mis sous contrat par l'équipe. Il s'engage plutôt à l'université de Géorgie et l'année suivante est choisi au premier tour de sélection par les Mariners de Seattle, devenant le 20e joueur sélectionné cette année-là.
Le 31 juillet 2011, alors que Fields évolue en ligues mineures avec un club affilié aux Mariners, il est l'un des sept joueurs impliqués dans un échange à trois clubs entre Seattle, les Red Sox de Boston et les Dodgers de Los Angeles. Fields et le lanceur partant Érik Bédard passent alors des Mariners aux Red Sox. Il n'a jamais la chance de jouer pour cette dernière équipe puisque les Astros de Houston le réclament au repêchage de la règle 5 le 6 décembre 2012.
Josh Fields fait ses débuts dans le baseball majeur comme lanceur de relève pour les Astros de Houston le 2 avril 2013. En 41 sorties en relève à sa première année, sa moyenne de points mérités s'élève à 4,97 en 38 manches lancées, avec 40 retraits sur des prises. Il remporte sa première victoire dans les majeures le 23 juillet 2013 sur les A's d'Oakland et encaisse 3 défaites. Il réalise aussi 5 sauvetages, son premier en carrière le 5 août face aux Red Sox de Boston.
En 2014, il effectue 54 sorties pour les Astros et abaisse sa moyenne de points mérités à 4,45 en 54 manches et deux tiers lancées. Sa moyenne de retraits sur des prises par 9 manches lancées passe de 9,5 la saison précédente à 11,5 et il en récolte 70 au total au cours d'une saison où il remporte 4 victoires contre 6 défaites, en plus d'ajouter 4 sauvetages.
Il maintient une moyenne de 3,55 points mérités accordés par partie avec 67 retraits sur des prises en 50 manches et deux tiers de travail en 2015 pour Houston et participe pour la première fois de sa carrière aux séries éliminatoires.
Le 1er aout 2016, Fields est échangé aux Dodgers de Los Angeles en échange d'un avant champ des ligues mineures, Yordan Álvarez.